# Chamis Muszajt
Chamis Muszajt (arab. خميس مشيط) – miasto w saudyjskiej prowincji Asir. W 2010 roku liczyło 430 828 mieszkańców.